# Колдуэлл (округ, Техас)
Округ Колдуэлл (англ. Caldwell county) — округ штата Техас Соединённых Штатов Америки. На 2000 год в нем проживало 32 185 человек. По оценке бюро переписи населения США в 2009 году население округа составляло 37 810 человек. Окружным центром является город Локхарт.

## История
Округ Колдуэлл был сформирован в 1848 году. Он был назван в честь Мэтью Колдуэлла, исполнителя Техасской Декларации Независимости и солдат техасской революции.

## География
По данным бюро переписи населения США площадь округа Колдуэлл составляет 1418 км², из которых 1413 км² — суша, а 5 км² — водная поверхность (0,31 %).

### Основные шоссе
- Межштатная автомагистраль I-10
- Шоссе 90
- Шоссе 183
- Автострада 80

### Соседние округа
- Травис  (север)
- Бастроп  (северо-восток)
- Фейетт  (юго-восток)
- Гонзалес  (юг)
- Гуадалупе  (юго-запад)
- Хейс  (северо-запад)